# Ramichloridium torvi
Ramichloridium torvi är en svampart som först beskrevs av Ellis & Everh., och fick sitt nu gällande namn av de Hoog 1977. Ramichloridium torvi ingår i släktet Ramichloridium och familjen Mycosphaerellaceae.   Inga underarter finns listade i Catalogue of Life.